# Ctenoplectrinae
Ctenoplectrinae is een onderfamilie van vliesvleugelige insecten in de familie Apidae (bijen en hommels).